# Клисурци (Гърция)
 Тази статия е за жителите на гръцкото градче.  За жителите на българското вижте Клисурци.  
Клисурци (на гръцки: Κλεισουριώτες, Клисуриотес) са жителите на костурската влашка паланка Клисура (Влахоклисура), Егейска Македония, Гърция. Това е списък на най-известните от тях.

## Родени в Клисура
А — Б — В — Г — Д –
Е — Ж — З — И — Й –
К — Л — М — Н — О –
П — Р — С — Т — У –
Ф — Х — Ц — Ч — Ш –
Щ — Ю — Я

### А
- Александрос Георгиадис, гръцки андартски деец
- Андреас Панайотопулос, гръцки андартски деец
- Аргир Костов (1869 – ?), опълченец от Македоно-одринското опълчение, Струмишка чета, Втора рота на Петнадесета щипска дружина[1]

### В
- Васил Влахов (1877 – ?), опълченец от Македоно-одринското опълчение, Трета рота на Десета прилепска дружина[2]

### Г
- Георге Симота (1891 – 1979), румънски архитект
- Георгиос (Гакис) Наслас (Γεώργιος, Γάκης Νάσλας), гръцки андартски деец, агент от ІІІ ред, убит от българи в 1905 година[3]
- Георгиос Кяндос (1878 - 1945), гръцки андартски деец, учител, агент от ІІ ред, подпомогнал мисията на Павлос Мелас, Александрос Кондулис, Георгиос Колокотронис и Анастасиос Папулас в 1904 година[3]
- Георгиос Нянкас (1920 – 1905), гръцки поет и просветен деец
- Георгиос Папандулас (? – 1947), гръцки свещеник и революционер
- Георгиос Пацас (Γεώργιος Πάτσας), гръцки андартски деец, агент от ІІІ ред, член на гръцкия комитет в Клисура и агент на битолското гръцко консулство[4]
- Георгиос Пацас (Γεώργιος Πάτσας), гръцки андартски деец, агент от ІІ ред[4]
- Георгиос Сявас (Γεώργιος Σιάββας), гръцки андартски деец, агент от ІІІ ред[4]
- Георгиос Тотас или Цициос (Γεώργιος Τόττας, Τσίτσιος), гръцки андартски деец, агент от ІІІ ред от 1904 година, куриер, убит от българи в Зелениче в 1906 година[4]

### Д
- Димитриос Безас или Думитру Беза (Δημήτριος Μπέζας), гръцки андартски деец, шпионин от 1903 година, работил с Ламброс Коромилас, Маврудис Героянис и Георгиос Хадзианестис[5]
- Димитриос Дарварис (1757 – 1823), гръцки филолог
- Димитриос Панайотопулос (Δημήτριος Παναγιωτόπουλος), гръцки андартски деец, четник[4]
- Димитриос Папапетрос (Δημήτριος Παπαπέτρος), гръцки андартски деец, агент от ІІІ ред[4]
- Димитриос Станкас, гръцки андартски деец
- Джордже Вучо (1854 - 1909), търговец, починал в Белград[6]

### Й
- Йоанис Каделкос (Ιωάννης Καδέλκος), гръцки андартски деец, агент от ІІІ ред, убит през ноември 1905 година в Айтос от войводата Пандо (вероятно Сидов или Кляшев)[3]
- Йоанис Пациос (Ιωάννης Πάτσιος), гръцки андартски деец, четник на Андреас Панайотопулос, убит при Турие в 1906 година[4]
- Йон Фоти (1887 – 1946), арумънски/румънски писател и преводач

### К
- Константин Антула (1819 – 1881), сръбски търговец
- Константинос Кокотас (Κωνσταντίνος Κόκοτας), гръцки андартски деец, агент от ІІІ ред[3]
- Константинос Панайотопулос (Κωνσταντίνος Παναγιωτόπουλος), гръцки андартски деец, четник на Телос Агапинос (Аграс) от 1905 до 1906 година, след смъртта му е четник на Николаос Думбиотис (Аминдас)[4]
- Константинос Сарифас (Κωνσταντίνος Σαρίφας), гръцки андартски деец, агент от ІІ ред[4]
- Константинос Турнивукас или Торнивукас (Κωνσταντίνος Τορνιβούκας), деец на гръцкия комитет в Солун[7]

### М
- Марко Маркулис, новомъченик от XVI век
- Марку Беза (1882 – 1949), румънски писател и дипломат
- Михаил Пардзулас, гръцки учен от началото на XIX век

### Н
- Никола Д. Кики (13 август 1841 - 22 февруари 1918), сръбски търговец и благотворител[8][9]
- Никола П. Кики (1807 - 1873), сръбски търговец и благотворител[10]
- Никола Мона, български революционер от ВМОРО, четник на Александър Кошка[11]
- Николаос Пиндос (1881 – 1974), гръцки дипломат и революционер

### П
- Петро Георгиев, български революционер от ВМОРО, четник на Лука Джеров[12]
- Петрос Цолакис (Πέτρος Τσολάκης), гръцки андартски деец, четник на Георгиос Цондос, убит в Олищкия манастир[4]
- Петрос Фанопулос (Πέτρος Φανόπουλος), гръцки андартски деец, четник на Андреас Панайотопулос, убит в 1909 година при сблъсък с турци[4]

### С
- Симион Бербери (1871 – ?), румънски лекар и дипломат

### Т
- Теодорос Коциу (1868 – 1939), гръцки просветен деец, революционер и търговец
- Теодора Шотова (1858 – 1936), българска дарителка и общественичка

## Починали в Клисура
А — Б — В — Г — Д –
Е — Ж — З — И — Й –
К — Л — М — Н — О –
П — Р — С — Т — У –
Ф — Х — Ц — Ч — Ш –
Щ — Ю — Я

### Г
- Георгиос Сейменис (Γεώργιος Σεϊμένης, 1881 – 1903), гръцки андартски капитан

### И
- Илия Църнаков - Лазаридис (1909 – 1948), гръцки комунист; член на КПГ от 1932 година, по време на диктатурата на Метаксас е член на Суровичкия комитет на КПГ, в 1943 година става нелегален в ЕАМ, след Споразумението от Варкиза първоначално работи легално, а от 1946 година нелегално в Суровичко, загива като войник от 18-а бригада на ДАГ през март 1948 година при Клисура[13][14]

## Свързани с Клисура
А — Б — В — Г — Д –
Е — Ж — З — И — Й –
К — Л — М — Н — О –
П — Р — С — Т — У –
Ф — Х — Ц — Ч — Ш –
Щ — Ю — Я

### К
- Константин Гарофлид (Гарофлиди, 1872 - 1942), румънски лекар и политик, по произход от Клисура[15]

### М
- Мария Вучетич Прита (1866 – 1954), сръбска лекарка, по произход от Клисура[15]

### Н
- Николае Гарофлид (Нае Гарофлиди, 1845 – 1900), румънски лекар, по произход от Клисура[15]
- Николае Кокулеску (1866 – 1952), румънски астроном, по произход от Клисура[15]